# 新竹市三聖宮
24°47′06″N 120°55′54″E / 24.784917°N 120.931744°E
新竹市三聖宮，舊名三姓宮，是位於臺灣新竹市香山區的王爺廟，原為陰廟，為當地地名的由來。

## 歷史
康熙時期，新竹平原古稱「竹塹埔」，藍鼎元紀錄此地的原住民會埋伏在草莽中，殺人取首，因此旅人認定這是一條可怕的路段。相傳陳、曾、許三姓十餘口在原名「溪仔口」的三姓公溪附近拓墾時被原住民所殺，後人遂建三姓宮以祀，也有版本的姓氏是鄒、鄭、黃三姓。另一傳說是清朝時，有三人在三姓溪築茅屋居住，種穀捕禽維生，並移石填溝鋪路，方便行人通行，但一日不見行蹤，經結群探視，才知三人留在屋被殺，留有三件武器，鄉人感念彼等生前移石鋪路之義舉，於是聚眾捐錢收埋。
當建設鐵路、灌溉水圳挖出的無主骨骸，亦收集至廟處同葬。戰後時期，廟址原在中華路四段731號，佔地約三十多坪，信仰圈主要為三姓橋一帶五個里里民。當向市府登記管理委員會時，因籌備管理委員會成員無法清楚說出三個姓氏，因此廟名從「三姓宮」改為「三聖宮」。
廟土原屬國有地，公地放領後成為私人所有。1987年3月9日，地主李增鑑向全體信徒及市府表示，願將地捐贈廟方，但他後來反悔，反將該土地轉賣他人，又輾轉移轉給周美華。1991年間，廟前的省公路進行拓寬之後，廟地被售予建設公司，蓋預售屋出售，卻先後轉了好幾手，都沒蓋成，直到轉給台北一名建商，而由該建商向新竹地方法院訴拆廟還地。 

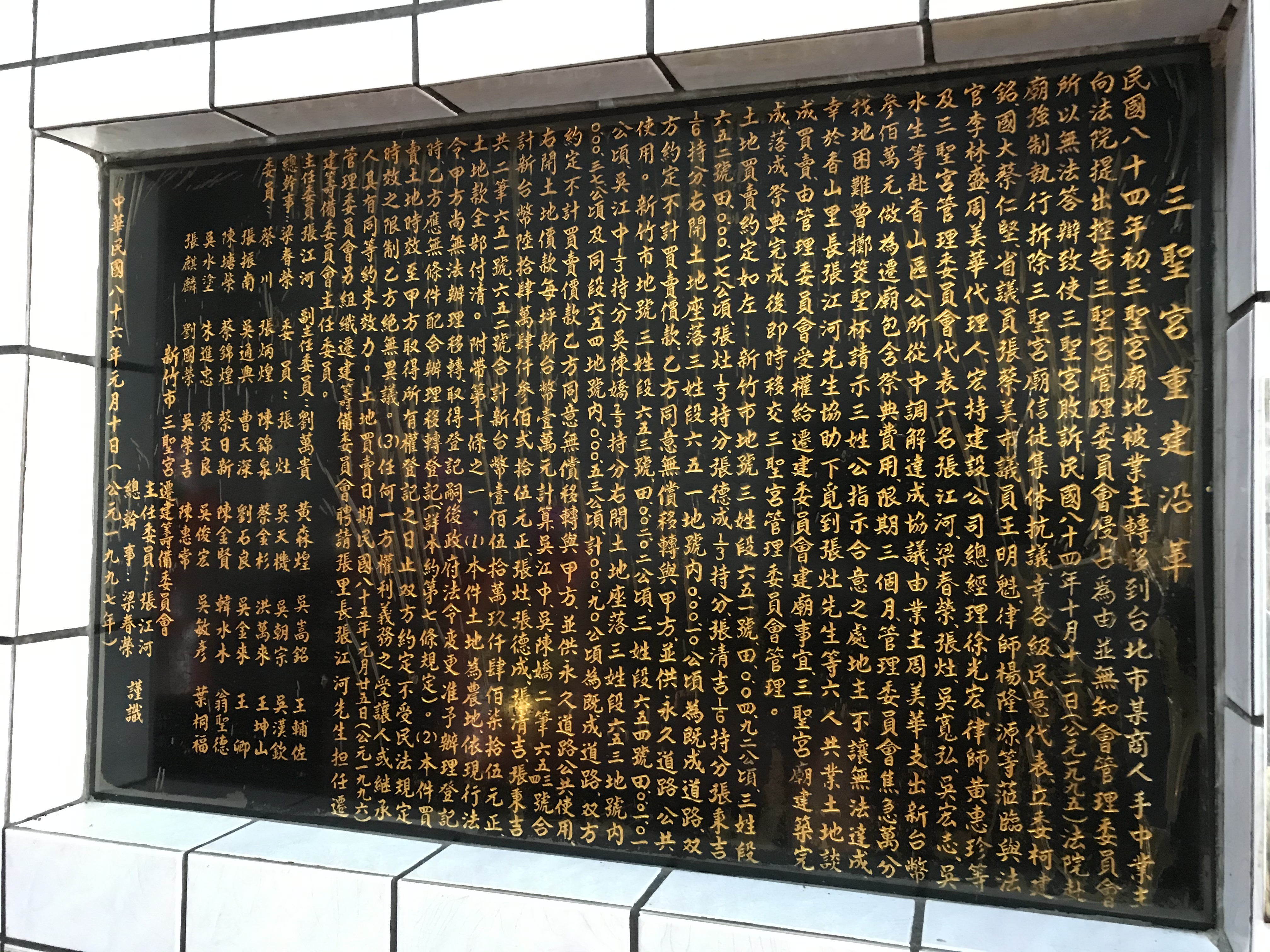
重建沿革

1995年1月26日上午，新竹地方法院法官江錫麒率書記官前往現場查勘，香山區長林火城、市議員謝嘉興、謝文進、前市議員吳秋穀、香山里長張江河與上百信徒聞訊，敲鑼打鼓前往祭拜，向江法官表達強烈護廟決心。但新竹地方法院判決1995年10月12日上午9點30分，強制拆廟還地給所有人周美華。10月10日，管理委員們準備抗爭事宜，發現廟中彩球和桌子遭到破壞，火上加油更加憤慨，要求建商應募捐經費補償，就會讓步，否則要抗爭到底。常務委員梁春榮表示，廟一旦被拆掉，墳塚埋葬的百餘具白骨將無處可放，要求和李增鑑及周美華協商，提供土地遷建廟宇，否則難平眾怒。
計畫拆廟當日，市警局第三分局長蘇清雄，為避免發生信徒抗爭情事，特率五十名員警前往。到了9點30分，廟身四周已聚集了四、五百名信徒，立委柯建銘等民意代表亦陸續到場。因債權人和廟方都有意進行協調，轉至香山區公所調解室攻防，立委柯建銘、國大代表蔡仁堅、省議員張蔡美及市議員王明魁等人不斷居中斡旋下，中午12時32分達成三項雙方都能接受的協議。由李林盛法官做成結論，協議及條件如下：一、債權人願給付三百萬元予債務人三聖宮管理委員會，作為拆遷補償費；二、債務人三聖宮管理委員會願於1995年12月12日以前，廟內之神像、骨骸等一切物品遷走，將土地交還債權人，債權人同時給付上開三百萬元補償費，地上物由債權人自行拆除；三、債務人三聖宮管理委員會如屆時不履行，經債權人再次申請法院執行，債務人三聖宮管理委員會不得有任何異議或抗爭，並喪失上開三百萬元之補償費之求償權。
廟方以每坪一萬元的價格購買廟地。1997年1月10日，遷於香山國中斜對面之公墓旁的新廟落成。沿革史由住在樹下里的梁春榮所整理，之後當地地方廟宇沿革誌多出自其手。
民國109年(西元2020年)的9月6日，三聖宮年例祭典當天，神明指示三姓公已受封升格為代天巡狩，並指示三姓公為徐、楊、日三姓。

## 名稱

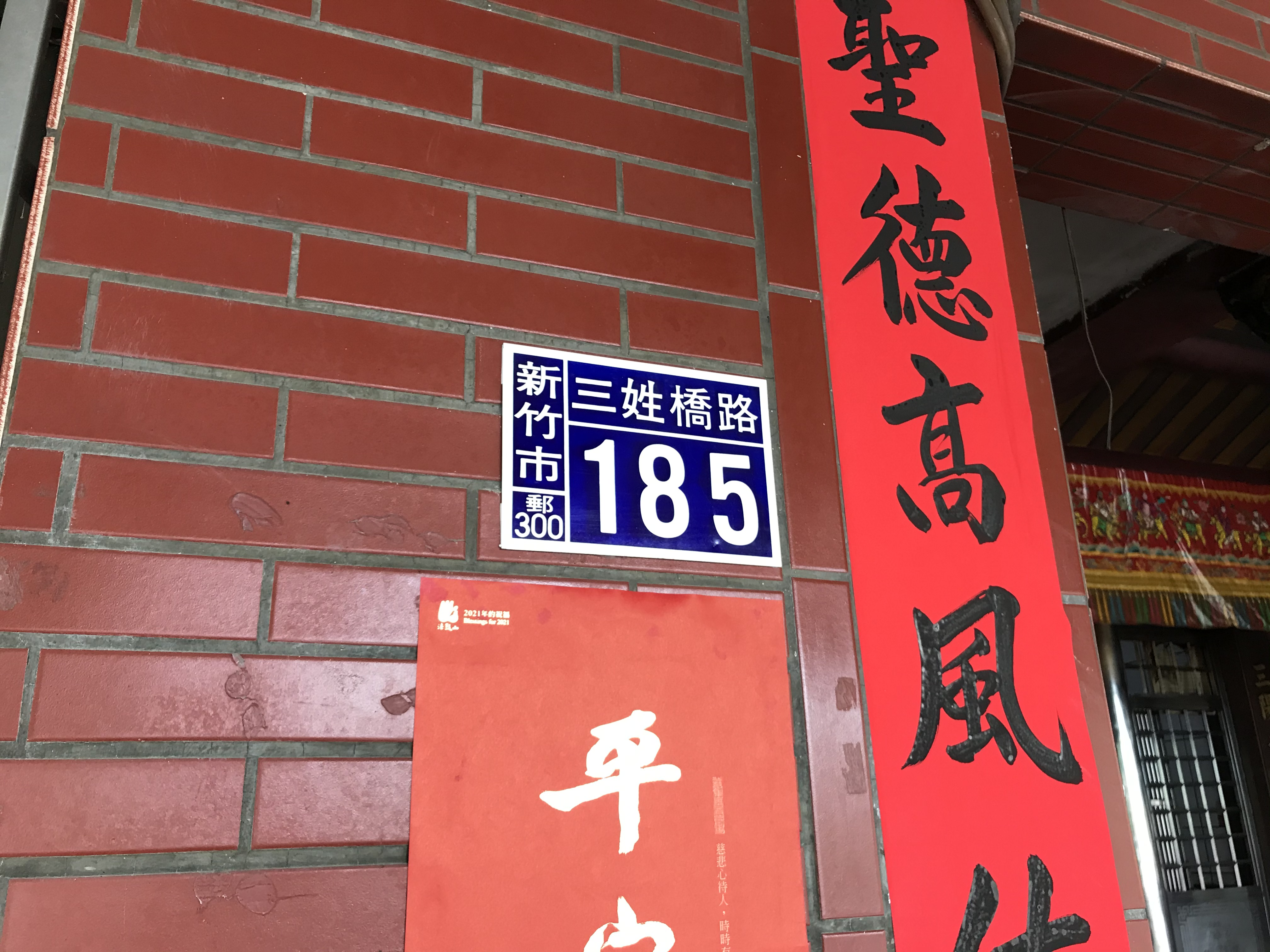
門牌

日本政府開闢中華路建築陸橋時，便以橋邊的此廟取名，因此訂名為「三姓橋」，成為地名「三姓橋」之由來。當地的三姓橋車站，台鐵管理局本想改名為「南新竹車站」，但後來廣納當地居民意見，最後決定仍維持不變。